# Jim Hickman
James Lucius „Jim“ Hickman (* 10. Mai 1937 in Henning, Tennessee; † 25. Juni 2016 in Jackson, Tennessee) war ein US-amerikanischer Baseballspieler in der Major League Baseball (MLB). Hickman begann seine MLB-Karriere 1962 zeitgleich mit deren Gründung bei den New York Mets, bei denen er fünf Jahre aktiv war. Es folgten bis zum Ende seiner aktiven Karriere 1974 noch weitere Stationen bei den Los Angeles Dodgers, Chicago Cubs und St. Louis Cardinals.

## Karriere

### Minor Leagues
Jim Hickman unterschrieb seinen ersten Profivertrag als Baseballspieler vor Beginn der Saison 1956 bei den St. Louis Cardinals. 1956 und 1957 spielte Hickman auf Class D-Minor-League-Niveau bei den Albany Cardinals. 1958 wurde er nach Billings hochgestuft und spielte die erste Hälfte der Saison auf C-Level bei den Billings Mustangs. Dort kam er zu 56 Einsätzen, bei denen er bei einem Batting Average von 25,6 %, 54 RBI und 14 Home Runs beisteuerte. Mitte der Spielzeit wurde er ins B-Level Team, den Winston-Salem Red Birds aus Winston-Salem versetzt. Dort spielte er bis Saisonende noch 67 Partien.
Nach knapp zwei Jahren auf AA-Level bei den Tulsa Oilers folgten Ende der Saison 1960 die ersten zehn Einsätze auf Triple-A Niveau bei den Rochester Red Wings und den Portland Beavers.

### Major League
Im Oktober 1961 gab es in der National League einen Expansion Draft, bei dem die zwei neu aufgenommenen Franchises, die New York Mets und die Houston Colt .45s, ihren Kader abwechselnd mit Spielern anderer Clubs auffüllen konnten. Die Mets wählten Hickman mit ihrer 18. Wahl an insgesamt 36ster Stelle.
Mit Beginn der ersten Saison der Mets 1962 war Hickman Stammspieler im Team, welches aber in den ersten Jahren ihrer Geschichte katastrophal abschnitt. Jim Hickman war hierbei einer der wenigen Spieler im neuen Club, der konstant gute Leistungen abrufen konnte. In fünf Jahren bei den Mets absolvierte er 624 Partien und kam auf einen Schlagdurchschnitt von 24,1 %. Er schlug 60 Homeruns, 210 RBI und erzielte selber 202 Runs.
Am 29. November 1966 wurde Hickman gemeinsam mit Ron Hunt an die Los Angeles Dodgers abgegeben, im Gegenzug kamen Tommy Davis und Derrell Griffith zu den Mets. Bei den Dodgers kam Hickman 1967 zu 65 Einsätzen und wurde nach nur einem Jahr kurz vor Beginn der Saison 1968 gemeinsam mit Phil Regan im Tausch mit Jim Ellis und Ted Savage an die Chicago Cubs abgegeben. Die Cubs waren es dann, bei denen Hickman seine besten Karriereleistungen zeigen konnte. Seine beste Saison hatte Jim Hickman im Jahr 1970, in dem er auch zum ersten und einzigen Mal in das National League Team für das All-Star Spiel gewählt wurde. Er erreichte in dieser Saison persönliche Rekorde in Runs (102), Hits (162), Homeruns (32) und RBI (115) und seinen besten Batting Average in einer Saison von 31,5 %. Für seine Leistungen wurde Hickman zudem mit dem MLB Comeback Player of the Year Award geehrt.
Von 1971 bis 1973 spielte Hickman auf konstant gutem Niveau weiter bei den Cubs, ohne aber an die herausragenden Leistungen aus der Saison 1970 anknüpfen zu können.
Am 23. März 1974 gaben die Cubs Hickman im Tausch gegen Scipio Spinks an die St. Louis Cardinals ab, das Franchise, welches ihm gut 18 Jahre zuvor seinen ersten Vertrag gegeben hatte. Er absolvierte 1974 letztendlich noch 50 Spiele für die Cardinals, bevor er seine aktive Karriere im Alter von 37 Jahren beendete.

## Tod
James Hickman verstarb am 25. Juni 2016 im Alter von 79 Jahren in einem Hospiz in Jackson.